# Schoenionta philippinica
Schoenionta philippinica là một loài bọ cánh cứng trong họ Cerambycidae.